# Isonychus nudipennis
Isonychus nudipennis är en skalbaggsart som beskrevs av Frey 1967. Isonychus nudipennis ingår i släktet Isonychus och familjen Melolonthidae. Inga underarter finns listade i Catalogue of Life.